# EN 473
La norme EN 473 était une norme européenne (EN) adoptée en France (NF) relative aux essais non destructifs.
Elle était intitulée : Essais non destructifs — Qualification et certification du personnel END — Principes généraux.
Elle a d'abord été rédigée en avril 1993 puis a été revue et corrigée en décembre 2000. La norme ISO 9712 traite du même sujet mais est équivalente à la norme EN 473 de 1993.
En janvier 2006, un amendement (EN 473/A1) a modifié la norme EN 473.
Cette norme a été annulée le 18/08/2012 et remplacée par NF EN ISO 9712 - Août 2012 .

## Référence et liens externes
1. ↑  Page concernant cette norme sur le site de l'AFNOR

- Centre Européen de Normalisation, http://www.cenorm.be/ ;
- AFNOR, « http://www.afnor.org/ »(Archive.org • Wikiwix • Archive.is • Google • Que faire ?).